# Sympagus monnei
Sympagus monnei är en skalbaggsart som beskrevs av Hovore och Toledo 2006. Sympagus monnei ingår i släktet Sympagus och familjen långhorningar.
Artens utbredningsområde är Panama. Inga underarter finns listade i Catalogue of Life.